# Plectoneura albida
Plectoneura albida là một loài bướm đêm trong họ Geometridae.